# Isskogelbahn
De Isskogelbahn is een gondelbaan in het skigebied Zillertal Arena in het Oostenrijkse Tirol. De gondelbaan is in 2004 gebouwd door Leitner.
De kabelbaan heeft 65 cabines van Leitner, in elke cabine kunnen 8 personen plaatsnemen. De kabelbaan gaat 6 meter per seconde. De totale capaciteit ligt op 2400 personen per uur.
De kabelbaan is ook open in de zomer. Hij gaat wel een stukje trager, maar het is ook hier het geval dat de kabelbaan het snelste vervoermiddel naar boven is.

## Arena Center
Sinds 2006 is het Arena Center geopend, een middelgroot restaurant. Het restaurant is alleen geopend in de winter. Het heeft ook een zonneterras met ligstoelen.
Bij de uitgang van de Isskogelbahn (op het bergstation) is er een groot beginnersgebied. Dit bevat een babylift en een kleine oefenpiste.